# Браверман, Эммануил Маркович
Эммануил Маркович Браверман (25 июня 1931, Москва — 26 апреля 1977, там же) — советский математик, кибернетик и экономист. Доктор физико-математических наук (1967), профессор (1969).

## Биография
Э. М. Браверман окончил с серебряной медалью московскую среднюю школу № 401 (1949), затем Московский энергетический институт в 1955 году. Работал в конструкторском бюро «Цветметавтоматика». Прошёл аспирантуру в Институте автоматики и телемеханики АН СССР под научным руководством М. А. Айзермана (1960—1963), после чего защитил диссертацию кандидата физико-математических наук и продолжил работать научным сотрудником в этом институте, специализируясь на проблемах распознавания образов. Был одним из ведущих исследователей в этой области в СССР. Разработал геометрический подход в распознавании образов, предложил «гипотезу компактности» (1960). Совместно с М. А. Айзерманом и Л. И. Розоноэром стал создателем метода потенциальных функций в теории распознавания, — классического метода в теории обучения машин.
В 1965 году закончил механико-математический факультет МГУ (инженерный поток). Занимался лингвистическим подходом к распознаванию сложных объектов и теорией анализа данных (класс методов экстремальной группировки параметров). С 1968 года сконцентрировался на вопросах математической экономики, модели функционирования экономической системы при неравновесных ценах. Перевёл ряд научных монографий с английского на русский язык.
С 1969 года — профессор кафедры инженерной кибернетики Московского института стали и сплавов.
Сыновья — математики Александр Браверман и Максим Браверман (профессор Северо-Восточного университета в Бостоне).
Умер в 1977 году. Похоронен на Введенском кладбище (6 уч.).

## Монографии
- А. Г. Аркадьев, Э. М. Браверман. Обучение машин распознаванию образов. М.: Наука, 1964. — 112 c.
- E. M. Braverman. Training Pattern-Recognition Machines. Foreign Technology Division, 1966.
- A. G. Arkadev, E. M. Braverman. Zeichenerkennung und maschinelles Lernen. Oldenbourg, 1966.
- A. G. Arkadev, E. M. Braverman. Computers and Pattern Recognition. Thompson Book Company, 1967.
- A. G. Arkadev, E. M. Braverman. Teaching Computers to Recognize Patterns. Academic Press, 1967.
- М. А. Айзерман, Э. М. Браверман, Л. И. Розоноэр. Метод потенциальных функций в теории обучения машин. М.: Наука, 1970.
- А. Г. Аркадьев, Э. М. Браверман. Обучение машины классификации объектов. М.: Наука, 1971.
- Э. М. Браверман. Математические модели планирования и управления в экономических системах. М.: Наука, 1976.
- M. A. Aizerman, E. M. Braverman, L. I. Rozonoer. Rozpoznawanie obrazów: metoda funkcji potencjalnych. Wydawnictwa Naukowo-Techniczne, 1976.
- Э. М. Браверман, М. И. Левин. Неравновесные модели экономических систем. М.: Наука, 1981.
- Э. М. Браверман, И. Б. Мучник. Структурные методы обработки эмпирических данных. М.: Наука, 1983.